# Skånemejerier
Skånemejerier er et svensk andelsmejeri med base i Skåne.
Virksomheden ejes af 650 mælkeleverandører og har produktionsanlæg i Malmö, Lunnarp og Kristianstad. I 2007 omsatte Skånemejerier for 2,8 mia. svenske kroner.
Den tidligere danske detailkæde Irma forhandlede mejeriprodukter fra Skånemejerier.
Skånemejerier producerer blandt andet Herrgårdsost.